# Chuối
Chuối là tên gọi loại quả của các loài cây thuộc chi Chuối; đây được coi là một trong các loại trái cây được ăn rộng rãi nhất. Những cây chuối có gốc từ vùng nhiệt đới ở Đông Nam Á và Úc. Ngày nay, chuối được trồng khắp vùng nhiệt đới.
Chuối được trồng ở ít nhất 107 quốc gia. Ở nhiều vùng trên thế giới và trong thương mại, "chuối" là từ thường được dùng để chỉ các loại quả chuối mềm và ngọt. Những giống cây trồng có quả chắc hơn được gọi chuối nấu. Cũng có thể cắt chuối mỏng, sau đó đem chiên hay nướng để ăn giống như khoai tây. Chuối khô cũng được nghiền thành bột chuối.
Quả của những cây chuối dại (ở Việt Nam còn gọi là chuối rừng) có nhiều hạt lớn và cứng. Nhưng hầu hết loại chuối được buôn bán để ăn thiếu hạt  (xem trái cây không có hạt) vì đã được thuần hóa lâu đời nên có bộ nhiễm sắc thể tam bội. Có hai loại chuối cơ bản: các dạng chuối tráng miệng có màu vàng và được ăn khi chín, còn các loại chuối nấu được nấu khi còn màu xanh. Hầu hết chuối được xuất khẩu thuộc về loại đầu tiên; tuy nhiên, chỉ khoảng 10–15% tổng sản lượng chuối được xuất khẩu. Hoa Kỳ và các nước trong Liên minh châu Âu nhập khẩu chuối nhiều nhất.

## Phân biệt hoa cái và hoa đực

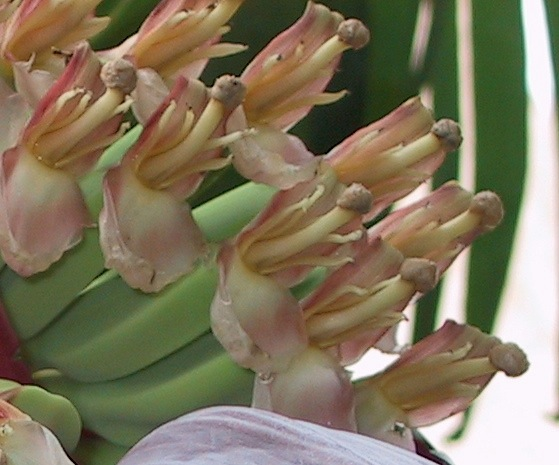
Hoa cái có cánh hoa ở đầu bầu nhuỵ

Hoa cái nằm ở trên hoa đực và hoa đực nằm bên dưới hoa cái. Hoa đực không kết thành quả nhưng hoa cái có thể kết thành quả.

## Thực vật học
Cây chuối thuộc về họ Chuối. Nó được trồng chủ yếu để lấy trái cây của nó, và ở mức độ ít hơn là thân và để trang trí. Vì cây thường mọc lên cao, thẳng, và hơi vững, nó thường bị lầm lẫn với thân cây thật, trong khi "thân" chính của nó là một "thân giả" (tiếng Anh: pseudostem). Thân giả của một số loài có thể cao tới 2–8 m, với lá kéo dài 3,5 m. Mỗi thân giả có thể ra 1 buồng chuối màu vàng, xanh, hay ngay cả màu đỏ, trước khi chết và bị thay bằng thân giả mới.Quả của những cây chuối dại (ở Việt Nam còn gọi là chuối rừng) có nhiều hột lớn và cứng. Nhưng hầu hết loại chuối được buôn bán để ăn thiếu hột (xem Trái cây không có hột) vì đã được thuần hóa lâu đời nên có bộ nhiễm sắc thể đa bội (thường là tam bội). Cây thường mọc thành bụi và được trồng bằng cách tách rời cây non đem trồng thành bụi mới.
Quả chuối ra thành nải treo, mỗi tầng (gọi là nải) có tới 20 quả, và mỗi buồng có 3–20 nải. Các nải nhìn chung gọi là một buồng, nặng 30–50 kg. Một quả trung bình nặng 125 g, trong số đó vào khoảng 75% là nước và 25% là chất khô. Mỗi quả riêng có vỏ dai chung quanh thịt mềm ăn được. Vỏ và thịt đều ăn được ở dạng tươi hay đã qua chế biến (nấu). Những người phương Tây thường ăn thịt chuối còn tươi và vứt vỏ, trong khi một số nước Á Đông nấu rồi ăn cả vỏ và thịt. Quả chuối thường có nhiều sợi (gọi là bó libe) nằm giữa vỏ và thịt. Chuối chứa nhiều vitamin B6, vitamin C và kali.

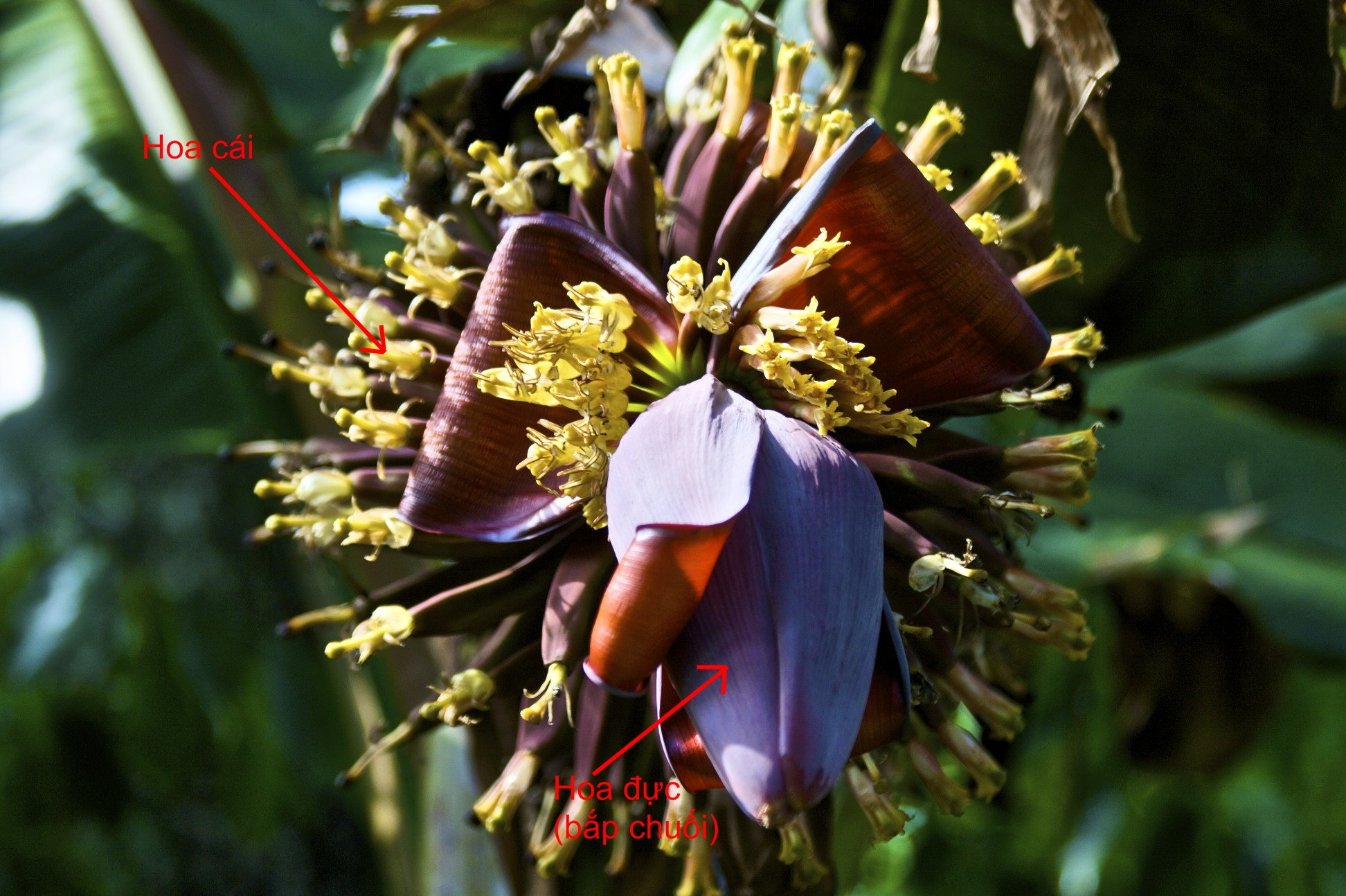
Hoa chuối điển hình với hoa đực ở đầu và hoa cái mọc trên cao hơn hoa đực

Cây chuối có thân giả lên tới 6–7,6 m, mọc lên từ một thân ngầm. Lá chuối ra theo hình xoắn và có thể kéo dài 2,7 m và rộng 60 cm. Cây chuối là loài thân thảo lớn nhất. Hoa chuối thường lưỡng tính, đầu hoa thường ra một hoa đực riêng, không sinh sản, còn được gọi là bắp chuối, nhưng đôi khi có thể ra thêm – một thân cây chuối ở Hinigaran, Negros Occidental, Philippines ra năm hoa. Bắp chuối được dùng như rau ở Đông Nam Á; nó được hấp, trộn salad, hoặc ăn sống. Các hoa cái ở trên hoa đực và không cần được thụ phấn để tạo quả chuối.

## Lịch sử

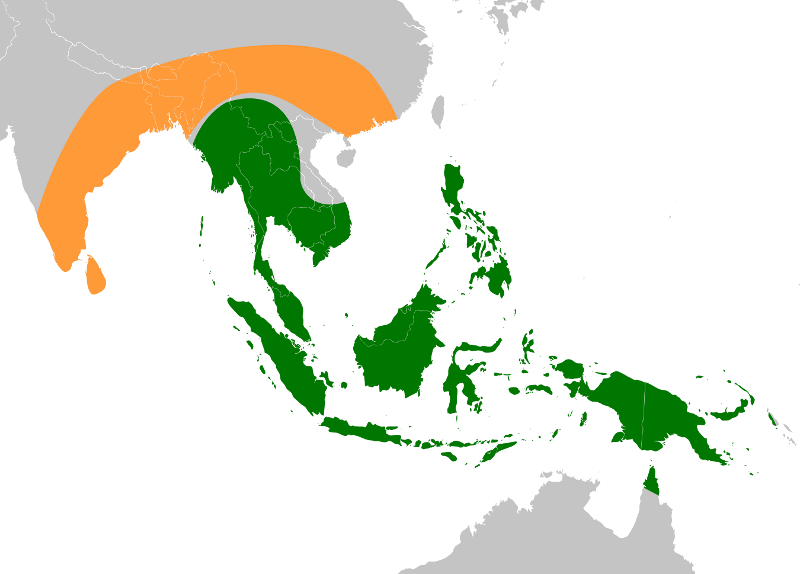
Phạm vi phân bố của tổ tiên của chuối ăn hiện đại. Musa acuminata được thể hiện trong màu xanh lá cây và Musa balbisiana trong màu cam.

Chuối được thuần hóa ở Đông Nam Á. Nhiều loài chuối dại vẫn còn mọc lên ở Việt Nam, New Guinea, Malaysia, Indonesia, và Philippines. Gần đây, di tích về khảo cổ học và môi trường cổ tại đầm lầy Kuk ở tỉnh Cao nguyên Tây, Papua New Guinea gợi ý rằng chuối được trồng ở đấy bắt đầu trễ nhất năm 5000 TCN, nhưng có thể từ 8000 TCN. Sự khám phá này có nghĩa rằng cao nguyên New Guinea là nơi mà chuối được thuần hóa đầu tiên. Có lẽ những loài chuối dại khác được trồng ở những vùng khác tại Đông Nam Á.
Một số vùng cô lập ở Trung Đông có thể trồng chuối từ thời gian trước khi Hồi giáo ra đời. Có chứng cớ trong văn kiện rằng nhà tiên tri Muhammad đã từng ăn nó. Sau đó, văn minh Hồi giáo trải ra nhiều nước, và chuối đi theo. Những văn kiện Hồi giáo (như là bài thơ và truyện thánh) nói đến nó nhiều lần, bắt đầu từ thế kỷ 9. Vào thế kỷ 10, những văn kiện Palestine và Ai Cập đã nói đến chuối; từ đấy, chuối lan qua Bắc Phi và Tây Ban Nha Hồi giáo. Thực tế là vào thời Trung cổ, chuối từ Granada (Tây Ban Nha) được coi là những loại chuối ngon nhất trong thế giới Ả Rập.
Các phytolith được khám phá trong một số cây chuối hóa thạch ở Cameroon từ thiên niên kỷ 1 TCN đã gây ra cuộc tranh luận về lúc bắt đầu trồng cây chuối ở châu Phi. Có chứng ngôn ngữ học rằng người Madagascar đã biết về chuối vào lúc đó. Trước các khám phá này, chứng cớ sớm nhất về sự trồng chuối ở châu Phi có từ cuối thế kỷ 6 CN về sau. Người Hồi giáo Ả Rập chắc buôn chuối từ bờ biển đông của châu Phi đến bờ biển Đại Tây Dương và về phía nam tới Madagascar. Năm 650, quân đội Hồi giáo mang chuối đến vùng Palestine.

## Sử dụng

### Làm thực phẩm, chữa bệnh, vật liệu
Ở Việt Nam cây chuối rất quen thuộc và gần gũi được sử dụng nhiều từ quả đến các bộ phận khác của cây.
- Quả chuối chín: có thể sử dụng làm thực phẩm bổ dưỡng, làm bánh chuối, mứt, chuối ép...
- Quả chuối xanh: dùng để nấu canh như chuối nấu dầm nhuyễn, nấu ốc, ếch, om chuối đậu, thái lát cùng bê hấp...
- Lá chuối: dùng để bọc xôi, gói thực phẩm như giò, nem, gói bánh rợm, bánh nếp, bánh lá. Ngoài ra lá chuối khô là thứ không thể thiếu khi gói bánh gai tạo mùi vị đặc trưng. Sống tàu lá chuối khô tước ra được dùng làm dây buộc bánh, buộc đồ dùng, vặn dây bện...
- Hoa chuối: có thể dùng làm nộm cùng với nhiều thực phẩm như: thịt, đậu phụ, tai lợn, giò, lạc, vừng...
- Thân cây chuối: thân cây thái mỏng có thể sử dụng như rau, ăn ghém, ăn lẩu... Thân cây chuối băm nhỏ còn được sử dụng làm thức ăn cho gia súc, gia cầm.
- Củ chuối: cũng có thể làm thực phẩm như om, nấu. Người Tày ở vùng Việt Bắc còn sử dụng củ chuối làm bánh gọi là bánh củ chuối.
- Nước trong thân cây chuối: hay còn gọi là Ba tiêu du có tác dụng chống rụng tóc và làm mọc tóc nên cũng được người ta sử dụng như một vị thuốc.

### Trong văn hóa, tín ngưỡng
Ở nhiều vùng trong nước ta khi có người mất người ta thường chặt lấy một khúc thân cây chuối để cắm hương, và trên bàn thờ gia tiên không thể thiếu nải chuối cùng bưởi, khi nhập quan nhiều vùng họ lót tàu lá chuối khi nhập quan khi ấy người ta quan niệm tàu lá chuối là "con thuyền bát nhã", cùng với đó là hai cây chuối còn non để hai bên trên tắc tải cùng với câu đối và cành phan.

## Chú thích

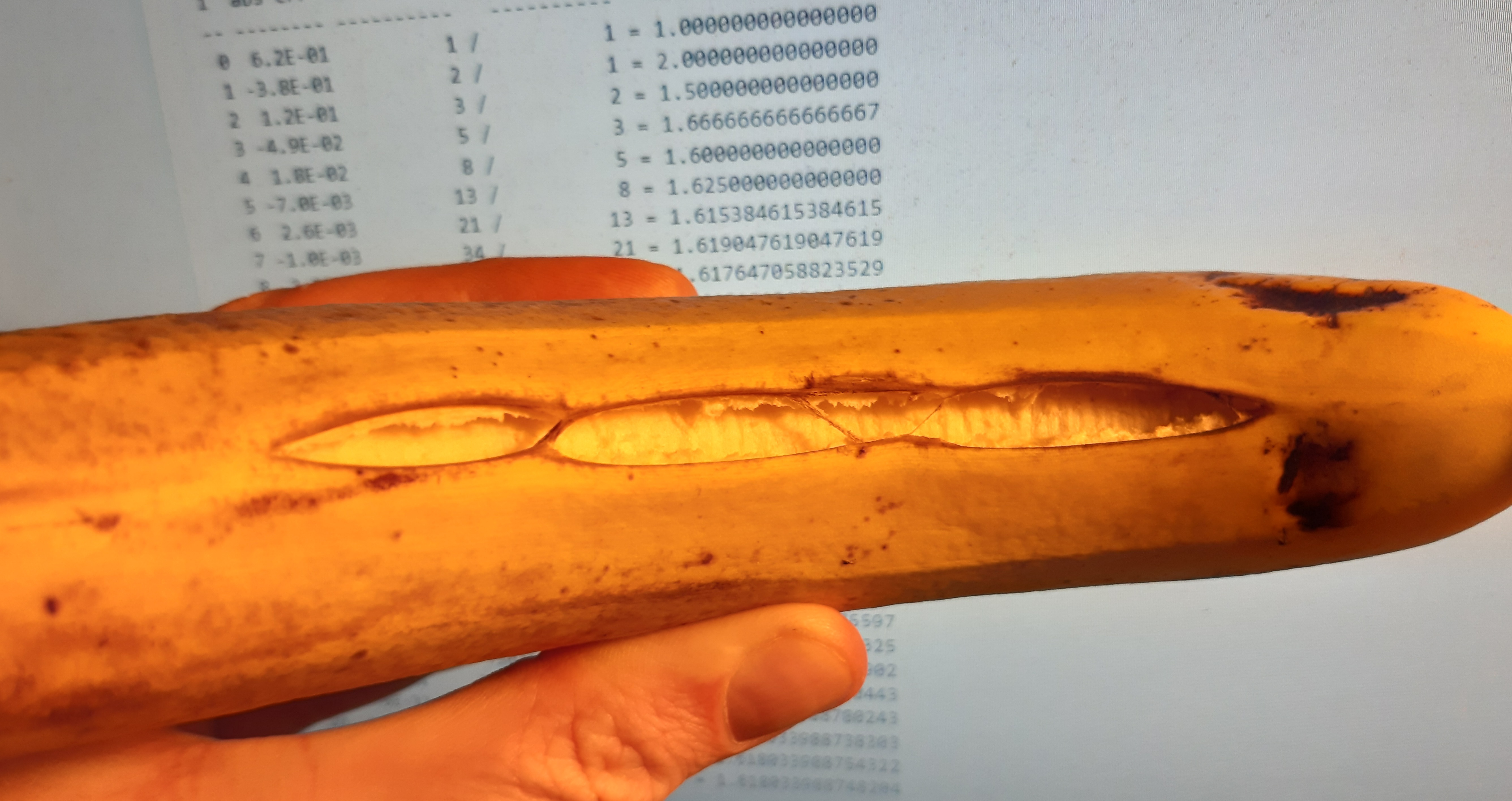
Ralstonia solanacearum trên một trái chuối chín nẫu.

## Phim ảnh
- Bananas in Pyjamas
- Elmo World's: Bananas

## Vài hình ảnh về quả chuối

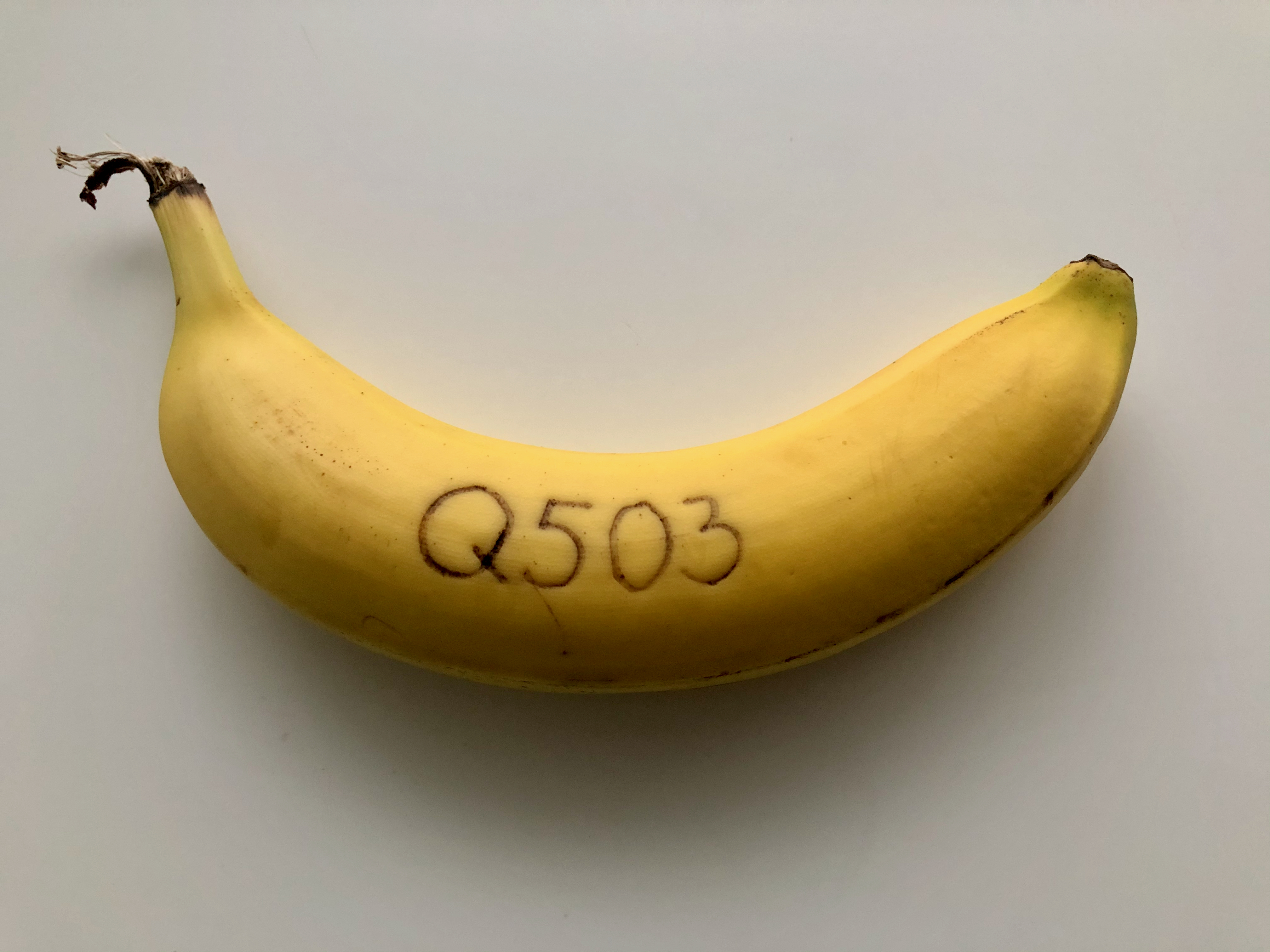
Quả chuối khắc chữ Q503
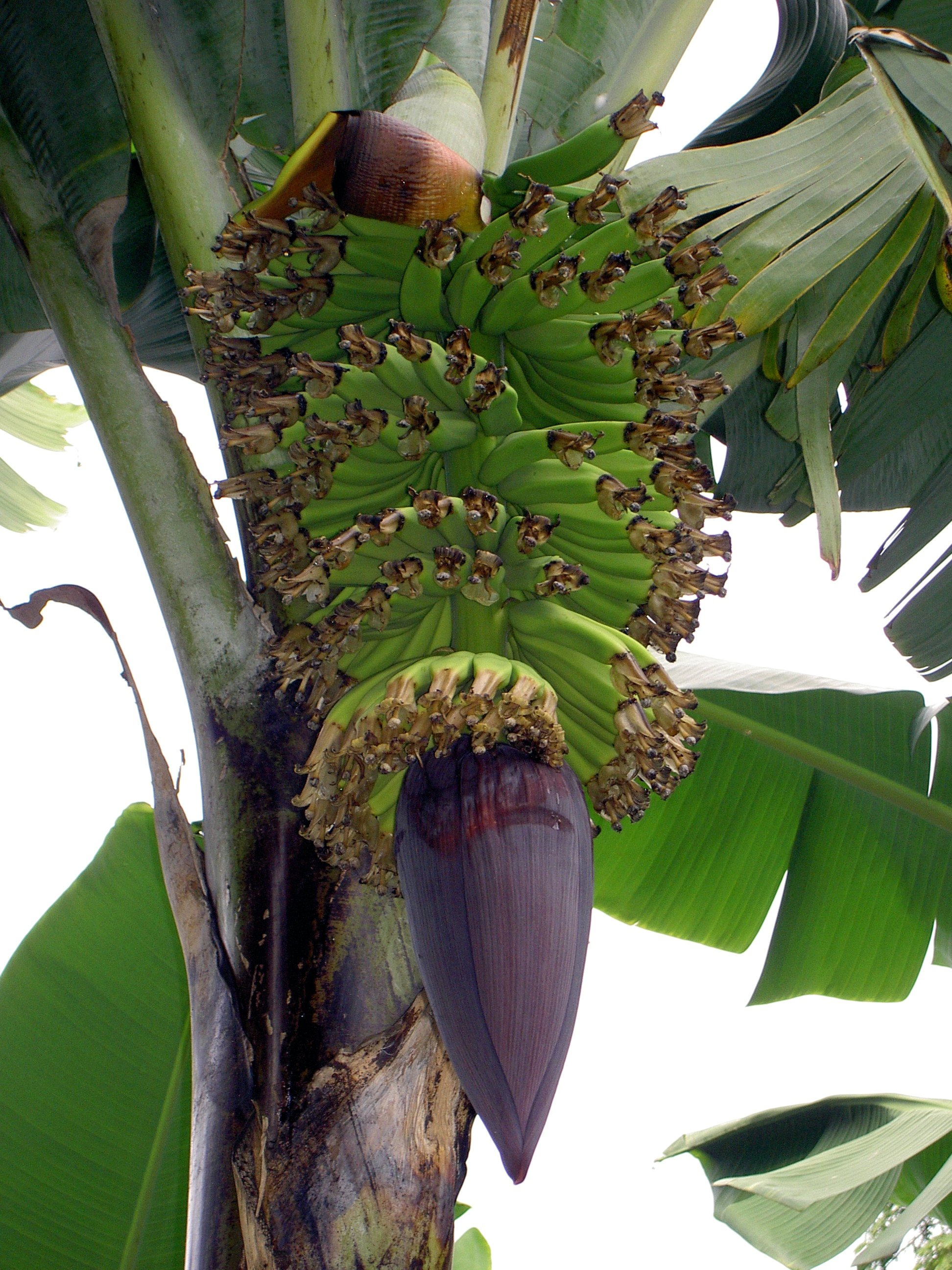
Buồng chuối với nải chuối ở phía trên
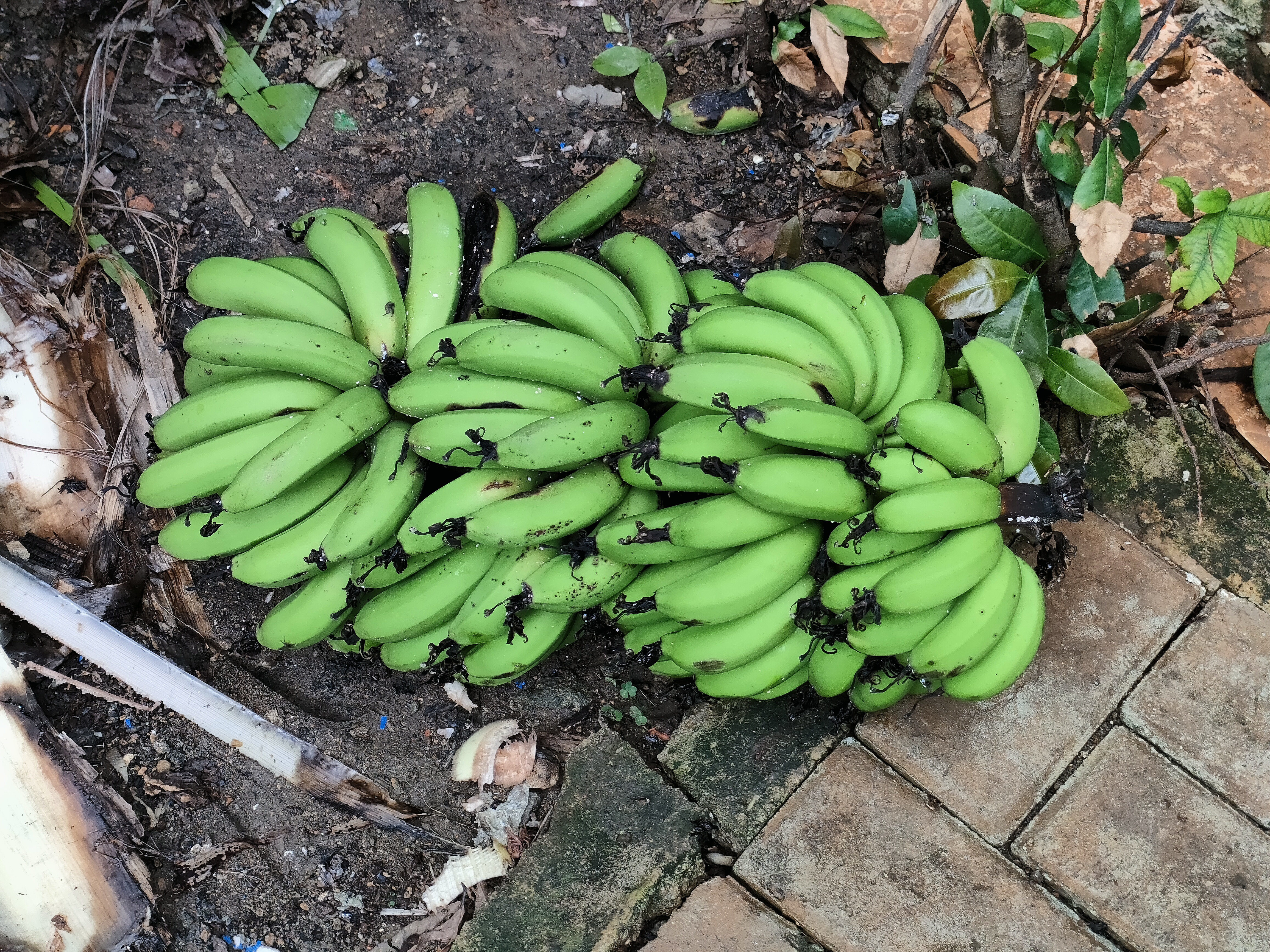
Nải chuối xanh
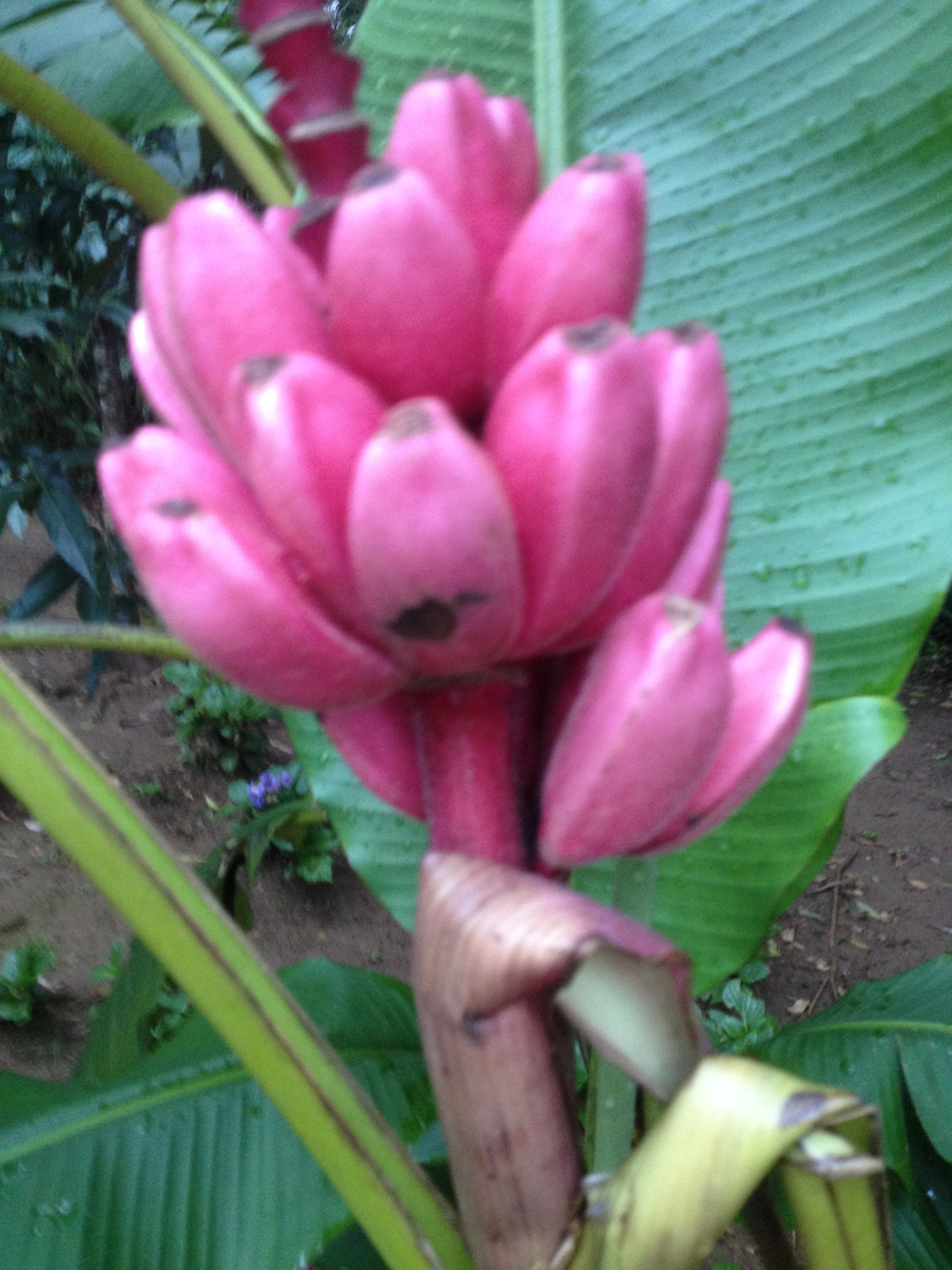
Nải chuối hồng
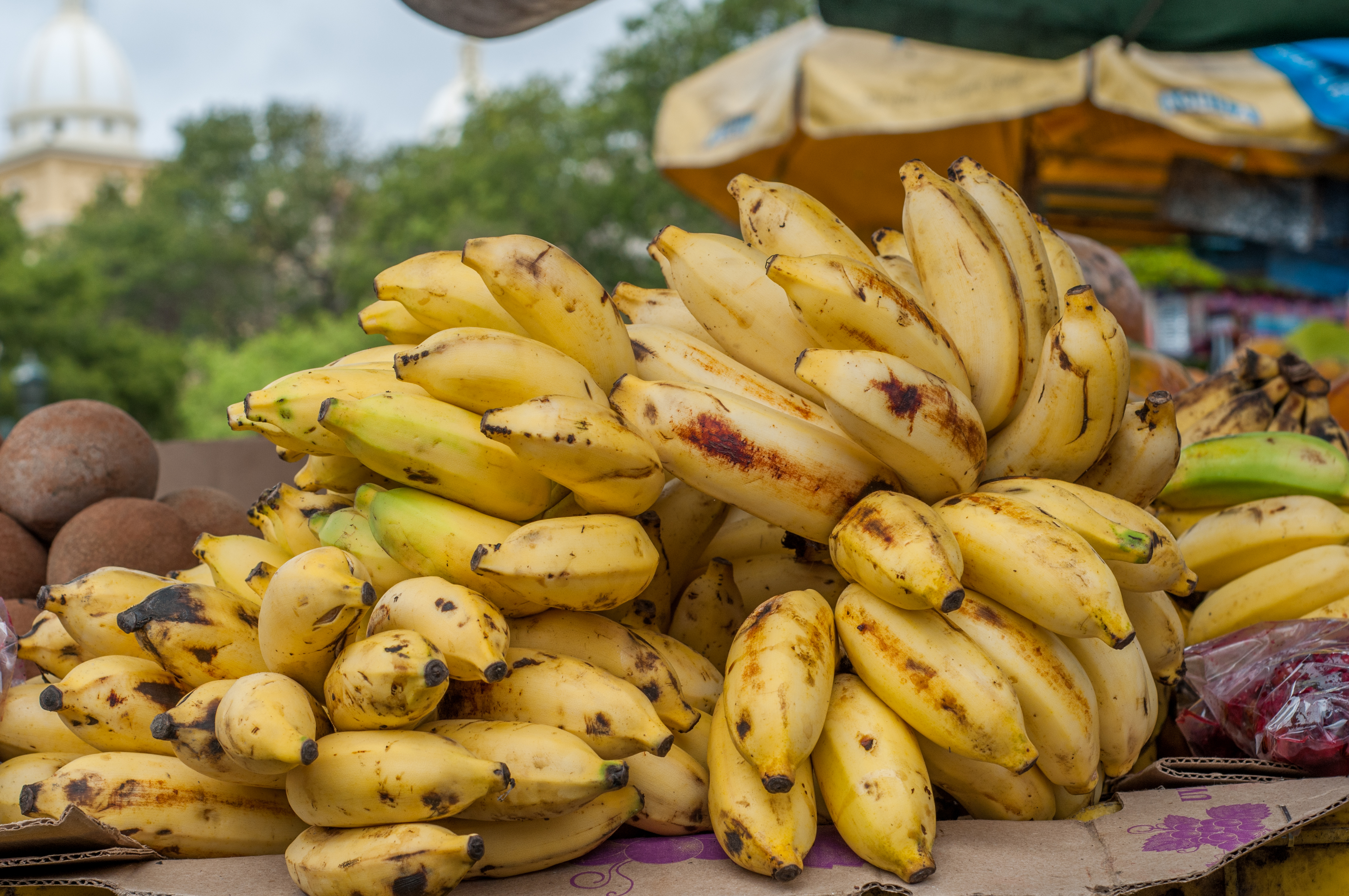
Vài nải chuối được bán